# Pianello Vallesina
Pianello Vallesina è una frazione del comune di Monte Roberto in provincia di Ancona. È parte di un centro abitato condiviso con il comune di Castelbellino, la cui frazione prende invece il nome di Pianello. È situata nella valle del fiume Esino.

## Monumenti e luoghi d'interesse
- Abbazia di Sant'Apollinare
- Villa Salvati, in stile neoclassico, costruita fra il 1805 e il 1820.